# Osteocephalus leoniae
Osteocephalus leoniae és una espècie de granota endèmica del Perú.